# Teatro Bernard B. Jacobs

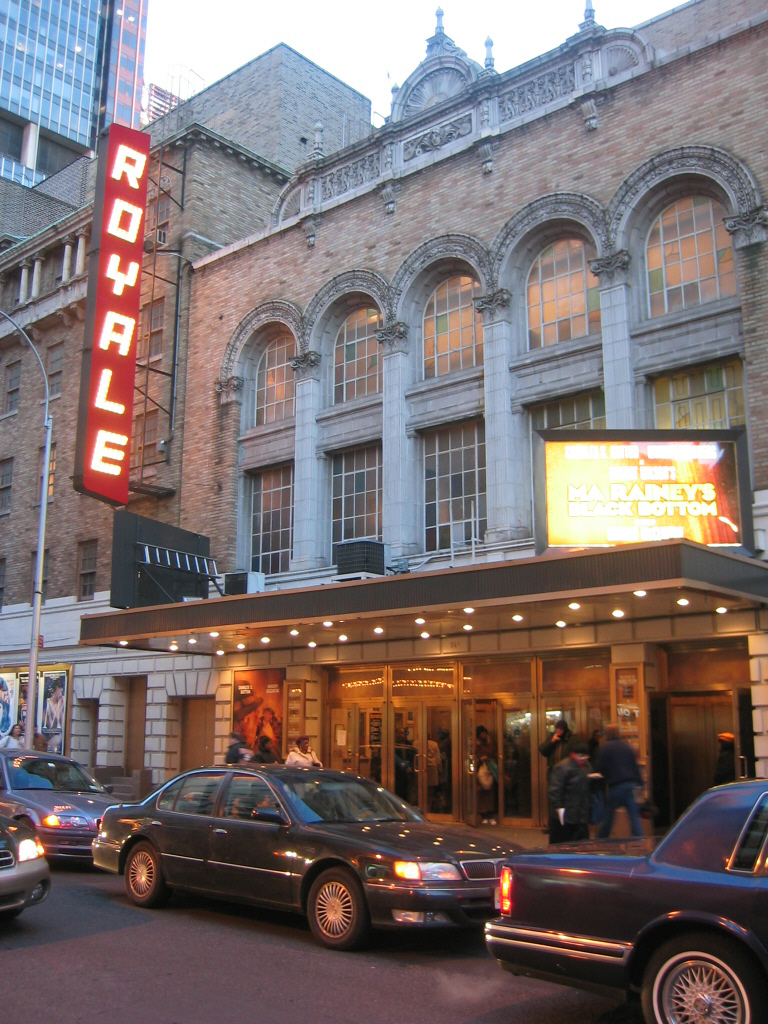
Royale Thatre representando Ma Rainey's Black Bottom (2003).

El Teatro Bernard B. Jacobs, antes llamado Royale Theatre o John Golden Theatre, es un teatro de Broadway ubicado en el número 242 de la calle 45 Oeste (George Abbott Way) en el Midtown de Manhattan, Nueva York.

## Historia

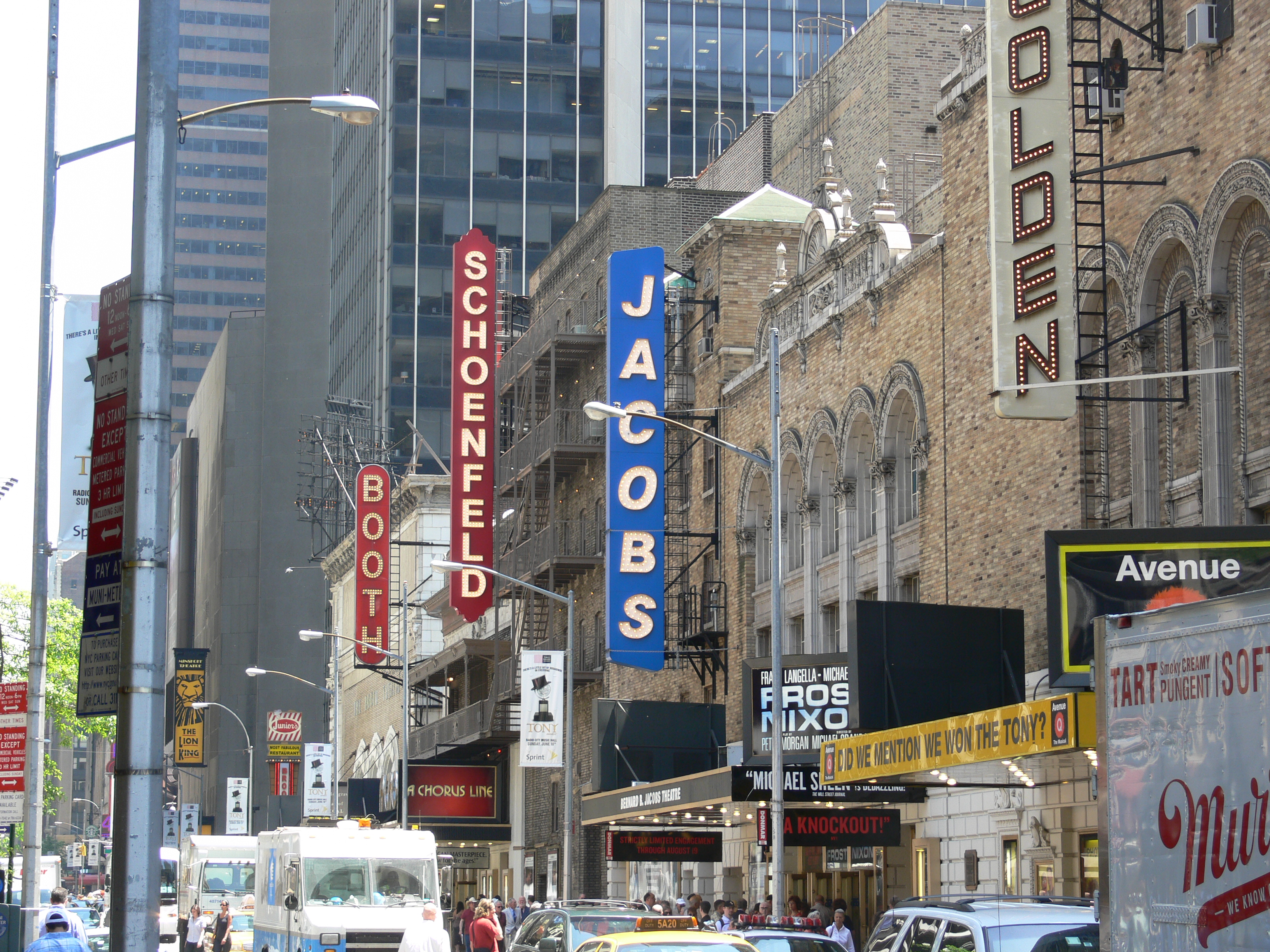
El Teatro Bernard B. Jacobs, junto a otros teatros de Broadway en la calle 45 (2007).

Diseñado por el arquitecto Herbert J. Krapp, el teatro se abrió con el nombre de Royale Theatre el 11 de enero de 1927 con un musical titulado Piggy. Producido por William B. Friedlander, Piggy tenía un pobre guion, pero el popular comediante Sam Bernard logró llevarlo hasta 79 actuaciones. Bernard murió poco después de concluir la representación. Construido como parte de un complejo de salas de teatro y hoteles, el teatro cuenta con una ornamental fachada de piedra con grandes ventanales. En su interior cuenta con murales de Willy Pogany y un gran balcón en la primera planta. Las bóvedas son de vistosos yesos. Con capacidad para poco más de 1,100 personas, el teatro ha sido lugar de representaciones durante sus noventa años de historia. 
El productor John Golden arrendó el teatro y le cambió el nombre entre 1932 y 1937. The Shubert Organization adquirió luego la propiedad y, en principio, arrendó el teatro a CBS Radio. En 1940, el Royale Theatre fue restaurado para volver a su uso originario. El 9 de mayo de 2005 cambió su nombre por el de Bernard B. Jacobs, presidente de la organización.

## Producciones
- 1928: Diamond Lil
- 1933: Both Your Houses
- 1934: Small Miracle[2][3]
- 1940: Du Barry Was a Lady
- 1941: The Corn Is Green
- 1946: The Glass Menagerie
- 1947: Our Lan'[4]
- 1949: The Madwoman of Chaillot
- 1952: New Faces of 1952
- 1954: The Immoralist
- 1954: The Boy Friend
- 1955: The Matchmaker
- 1957: The Tunnel of Love
- 1958: The Entertainer
- 1958: Gigi
- 1960: Becket
- 1961: The Night of the Iguana
- 1964: The Subject Was Roses
- 1965: The Owl and the Pussycat; Cactus Flower
- 1971: The Incomparable Max
- 1972: Jacques Brel Is Alive and Well and Living in Paris; Moonchildren; Grease
- 1980: Whose Life is it Anyway?; A Day in Hollywood / A Night in the Ukraine
- 1982: Joseph and the Amazing Technicolor Dreamcoat
- 1984: The Human Comedy
- 1985: Pack of Lies; Song and Dance
- 1988: Speed-the-Plow
- 1989: Lend Me a Tenor
- 1992: Conversations with My Father
- 1994: An Inspector Calls
- 1997: Triumph of Love
- 1998: 'Art'
- 2000: Copenhagen
- 2003: Anna in the Tropics, Ma Rainey's Black Bottom
- 2004: A Raisin in the Sun
- 2005: Glengarry Glen Ross
- 2006: Three Days of Rain; Martin Short: Fame Becomes Me
- 2007: Frost/Nixon; Rock 'n' Roll
- 2008: The Country Girl; 13
- 2009: God of Carnage
- 2010: Bloody Bloody Andrew Jackson
- 2011: That Championship Season; The Mountaintop
- 2012: Once
- 2015: It's Only a Play; The Color Purple
- 2017: Bandstand
- 2018: The Iceman Cometh; The Ferryman
- 2019: Betrayal
- 2020: Company

## Récords
Once alcanzado el cuadro de registro de la oficina para el Teatro Bernard B. Jacobs. La producción recaudó $1,447,598 más de nueve actuaciones, para la semana que termina el 30 de diciembre de 2012.